# Giuseppe Garibaldi (croiseur, 1899)
Pour les autres navires du même nom, voir Giuseppe Garibaldi (navire).
Le Giuseppe Garibaldi était le 7e navire de la classe Giuseppe Garibaldi des croiseurs blindés construits pour la Marine royale italienne (Regia Marina) dans les années 1890.
Il a été construit pour remplacer le premier navire de sa classe, qui a été vendu à l'Argentine et rebaptisé ARA Garibaldi. Le navire a souvent servi de navire-amiral et a été déployé à plusieurs reprises en Méditerranée orientale et au Levant au cours de sa carrière. Au début de la guerre italo-turque de 1911-12, il a bombardé Tripoli. Le Giuseppe Garibaldi a bombardé Beyrouth au début de 1912 et y a coulé un cuirassé ottoman. Plusieurs mois plus tard, il a bombardé les défenses des Dardanelles.
Le navire a passé plusieurs mois déployé en Albanie après la fin de la première guerre des Balkans en 1913 pour protéger les intérêts italiens dans ce pays. Le Giuseppe Garibaldi a été coulé par un sous-marin austro-hongrois dans la mer Adriatique peu après la déclaration de guerre de l'Italie aux Puissances centrales en 1915, avec la perte de 53 membres d'équipage.
Son épave a été découverte en 2008 et a été examinée par des archéologues sous-marins au cours des années suivantes.

## Conception et description

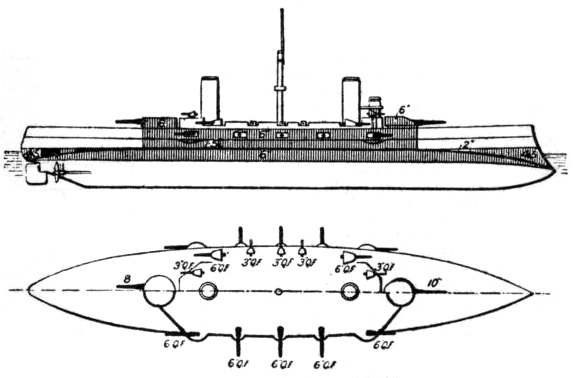
Élévation droite et dessin en plan des croiseurs blindés de la classe Giuseppe Garibaldi, tirés de Brassey's Naval Annual.

Le Giuseppe Garibaldi avait une longueur hors-tout de 111,8 mètres, une largeur de 18,2 mètres et un tirant d'eau profond de 7,3 mètres. Il déplaçait 7 350 tonnes métriques (7 230 tonnes longues) à charge normale. Le navire était propulsé par deux moteurs à vapeur verticaux à triple expansion, chacun entraînant un arbre, utilisant la vapeur de 24 chaudières Niclausse alimentées au charbon. Les moteurs avaient une puissance nominale de 13 500 chevaux-vapeur indiqués (10 100 kW) et étaient conçus pour donner une vitesse d'environ 20 nœuds (37 km/h). Lors de ses essais en mer le 7 septembre 1900, le Giuseppe Garibaldi n'a pas atteint la vitesse prévue, atteignant 19,7 nœuds (36,5 km/h) avec 14 713 chevaux-vapeur (10 971 kW). Il avait une autonomie de croisière de 5 500 milles nautiques (10 200 km) à 10 nœuds (19 km/h). Son effectif se composait habituellement de 555 officiers et hommes de troupe et de 578 lorsqu'il servait de navire-amiral.
Son armement principal consistait en un canon de 254 millimètres (10 pouces) calibre 40 dans une tourelle à l'avant de la superstructure et deux canons de 203 millimètres (8 pouces) dans une tourelle jumelée à l'arrière. Dix des canons de 152 millimètres (6 pouces) qui constituaient son armement secondaire étaient disposés dans des casemates au milieu du navire ; les quatre autres canons de 152 millimètres étaient montés sur le pont supérieur. Le Giuseppe Garibaldi possédait également dix canons de 76 mm (3 in) et six canons de 47 mm (1,9 in) pour se défendre contre les torpilleurs. Il était équipé de quatre tubes lance-torpilles de 450 mm.
La ceinture blindée de la ligne de flottaison du navire avait une épaisseur maximale de 150 mm au milieu du navire et diminuait à 80 millimètres vers les extrémités du navire. Le poste de commandement, les casemates et les tourelles d'artillerie étaient également protégés par un blindage de 150 mm. Son blindage de pont était de 37 mm d'épaisseur et les canons de 152 mm sur le pont supérieur étaient protégés par des boucliers de 50 mm d'épaisseur.

## Construction et service
Le Giuseppe Garibaldi, qui porte le nom du général Giuseppe Garibaldi, l'un des fondateurs de l'Italie moderne, est construit au chantier naval Gio. Ansaldo & C. à Gênes-Sestri Ponente le 21 septembre 1898 et lancé le 29 juin 1899. Lors d'essais préliminaires à la vapeur le 12 juillet 1900, les tubes de deux de ses chaudières éclatent, tuant un membre d'équipage et en blessant deux autres. Les réparations durent jusqu'au 10 août et le navire est achevé le 1er janvier 1901. Du 23 juillet au 2 octobre 1902, le navire croise en Méditerranée, faisant escale à Tripoli et en mer Égée. L'année suivante, le Giuseppe Garibaldi a fait des escales à Alger, à Salonique et au Pirée, en Grèce. Pendant les manœuvres de la flotte en 1905, il a été affecté à la force " hostile " qui bloquait La Maddalena, en Sardaigne. Le navire a fait partie du corps expéditionnaire international qui a occupé Lemnos et Mytilène en novembre-décembre 1905 dans un effort infructueux pour forcer l'Empire ottoman à payer ses dettes aux pays européens en temps opportun. Avec ses navires-jumeaux (sister ship) Francesco Ferruccio et Varese, le navire était à Marseille, France, les 15 et 16 septembre 1906 pour participer à une revue de la flotte pour Armand Fallières, Président de la France, à cette dernière date. Le Giuseppe Garibaldi a été déployé au Levant en mai-juillet 1907 et de nouveau en juin 1908.

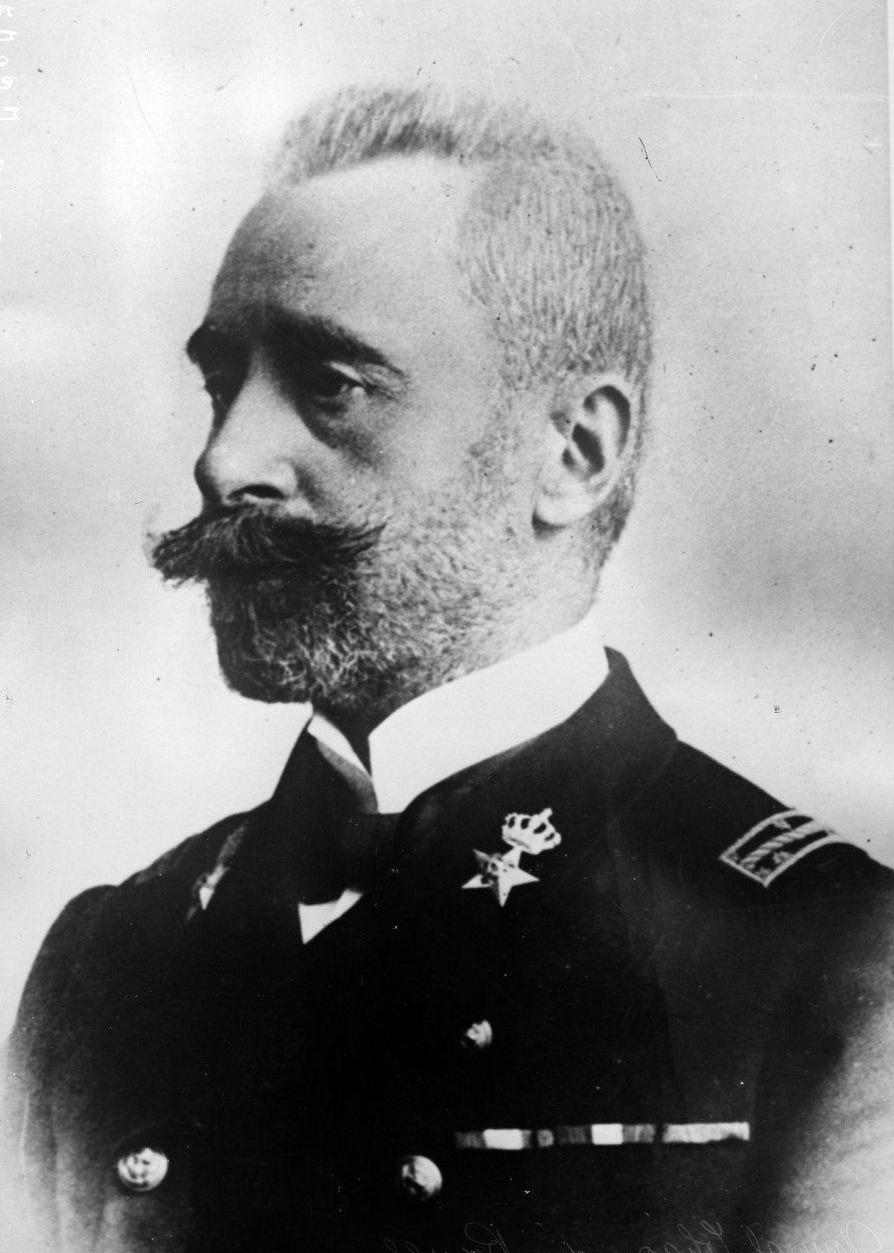
Portrait de l'amiral Thaon di Revel

Lorsque la guerre italo-turque débute le 29 septembre 1911, il est le navire-amiral de la 4e division de la 2e escadre de la flotte méditerranéenne, commandée par le contre-amiral Paolo Thaon di Revel, et fait partie des navires qui bombardent Tripoli les 3 et 4 octobre. Le Giuseppe Garibaldi fut le premier navire à entrer dans le port après la fin du bombardement lorsqu'un petit groupe de débarquement entra dans le fort Hamidiye et désactiva les mécanismes de culasse des canons du fort. Le bombardement désordonné a tué 12 soldats ottomans et en a gravement blessé 23 autres, en plus de 7 civils morts. Le 13 octobre, les trois navies-jumeaux font voile vers Augusta, en Sicile, pour refaire le plein de charbon. Le navire et le Varese étaient à Tobrouk en janvier 1912 tandis que le gros de la flotte était en radoub en Italie.
Le Giuseppe Garibaldi et le Francesco Ferruccio ont bombardé Beyrouth le 24 février 1912, mettant le vieux cuirassé ottoman Avnillâh en feu. Le Giuseppe Garibaldi est ensuite entré dans le port et a torpillé le cuirassé, le coulant et tuant deux officiers et 40 hommes de troupe. Son entrée a obligé le torpilleur Ankara à se saborder. Le Varese est parfois crédité d'avoir également participé au bombardement., qui a tué plus de 140 civils et en a blessé plus de 200. Le 18 avril, le Giuseppe Garibaldi et le Varese ont bombardé les fortifications des Dardanelles, les endommageant lourdement. Après être retourné en Italie plus tard ce mois-là, le navire a commencé un carénage qui a duré jusqu'à la mi-juin et qui comprenait le remplacement de ses canons usés.
Après la fin de la première guerre des Balkans en mai 1913, le Giuseppe Garibaldi a été déployé dans le port albanais de Scutaripour s'assurer qu'il était rendu par le Monténégro à l'Empire ottoman et pour protéger les intérêts italiens dans la ville. Il rentre au pays en août avant d'être déployée à Benghazi en février-mars 1914.

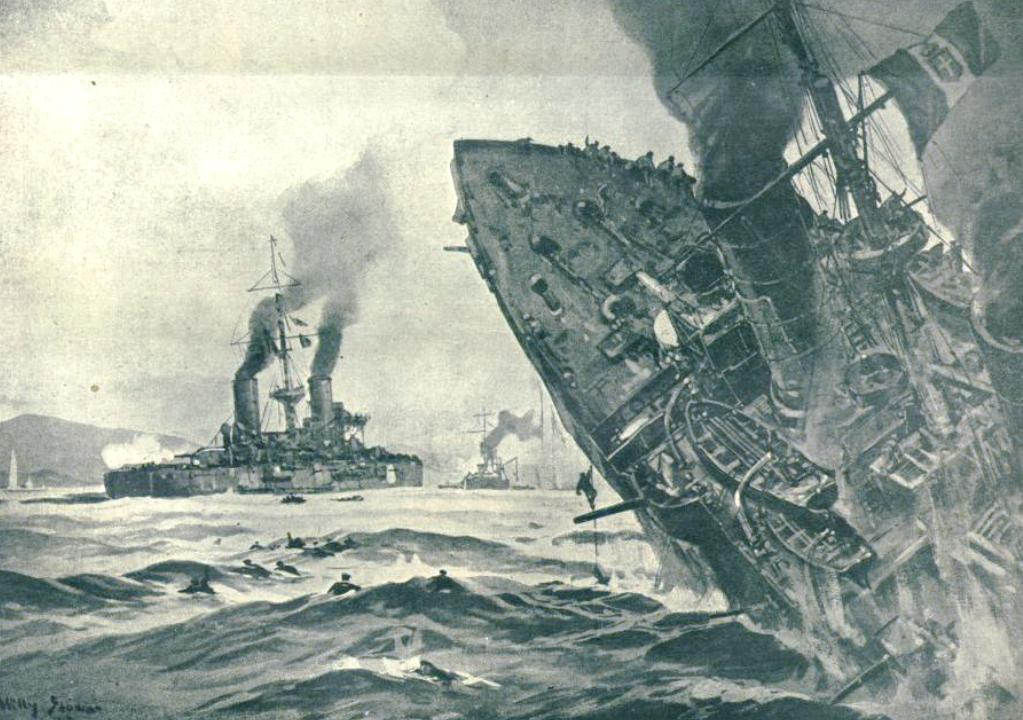
Une affiche de propagande austro-hongroise décrivant le naufrage

Lorsque le royaume d'Italie déclare la guerre aux Puissances centrales en mai 1915, il est le navire-amiral de la 5e division de croiseurs, commandée par le contre-amiral Eugenio Trifari, et basée à Brindisi. Le 5 juin, la division a bombardé des lignes ferroviaires près de Ragusa, l'actuelle Dubrovnik, et a quitté Brindisi le soir du 17 juillet pour faire de même près de Ragusa Vecchia le lendemain matin. Peu après le début du bombardement à 4h00, le Giuseppe Garibaldi a été touché par une torpille, sur le côté tribord près des chaufferies arrières, tirée par le sous-marin (Unterseeboot - U-boot) austro-hongrois U-4. Il a coulé en quelques minutes sur une quille régulière, bien que seuls 53 membres d'équipage aient été tués. Les 525 personnes restantes ont été sauvées par trois destroyers laissés sur place pour secourir les survivants, la division s'étant immédiatement repliée pour éviter de nouvelles attaques.
L'épave du Giuseppe Garibaldi est renversée et située aux coordonnées 42° 28,362′ N, 18° 16,758′ E au sud-est de Dubrovnik, en Croatie, à la profondeur de 122 mètres. L'épave a été initialement localisée par une expédition tchèque en 2008, bien que la mort d'un plongeur le 9 septembre ait empêché toute investigation de l'épave. Le groupe n'avait pas non plus de permis pour plonger sur le Giuseppe Garibaldi, qui est une tombe de guerre protégée, ce qui lui a valu d'être expulsé du pays. Une expédition croate de suivi a exploré et filmé l'épave en août 2009 en utilisant la technologie CCR (Closed Circuit Rebreather). Des expéditions officielles ont été effectuées en novembre 2009 et en mai 2010 sur l'épave par une équipe internationale d'archéologues sous-marins.

## Sources
- (en) Cet article est partiellement ou en totalité issu de l’article de Wikipédia en anglais intitulé « Italian cruiser Giuseppe Garibaldi (1899) » (voir la liste des auteurs).